# غادفة بحرية
غادفة بحرية (الاسم العلمي: Diaptomus maria) هي نوع من القشريات تتبع جنس الغادفة من فصيلة الغادفات.